# Amorōnagu

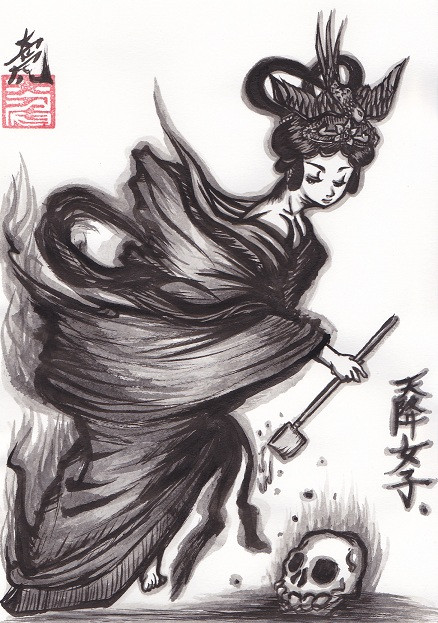

Amorōnagu (天降女子?, "ragazza caduta dal cielo"), è una tennyo ("fanciulla celeste") del folclore dell'isola di Amami Ōshima, nella prefettura di Kagoshima.

## Mitologia
Sebbene la storia sia simile alla leggenda di Hagoromo, come altre fanciulle celesti, esiste una teoria secondo cui scende dal cielo sulla terra in cerca di un uomo. Secondo la leggenda, quando la donna discese dal cielo, portava un furoshiki bianco sulla schiena e pioveva leggermente, indipendentemente dal bel tempo.
Una volta trovato un uomo sulla terra, sorride e lo seduce in modo ammaliante. Se un uomo cede a questa tentazione, gli viene tolta la vita. A volte la amorōnagu tiene in mano un mestolo, se un uomo beve l'acqua contenuta nel mestolo, perderà la vita e la sua anima sarà portata in cielo.
Se un uomo è tentato, si dice che se la guarda nella direzione opposta, la amorōnagu perderà la pazienza e la sua vita sarà salva. Inoltre, quando se un uomo beve l'acqua dal mestolo, si dice che se si tiene il mestolo con il palmo rivolto verso l'alto e si beve come se si sostenesse il manico, non si perderà la vita.